# 유니 (기업)

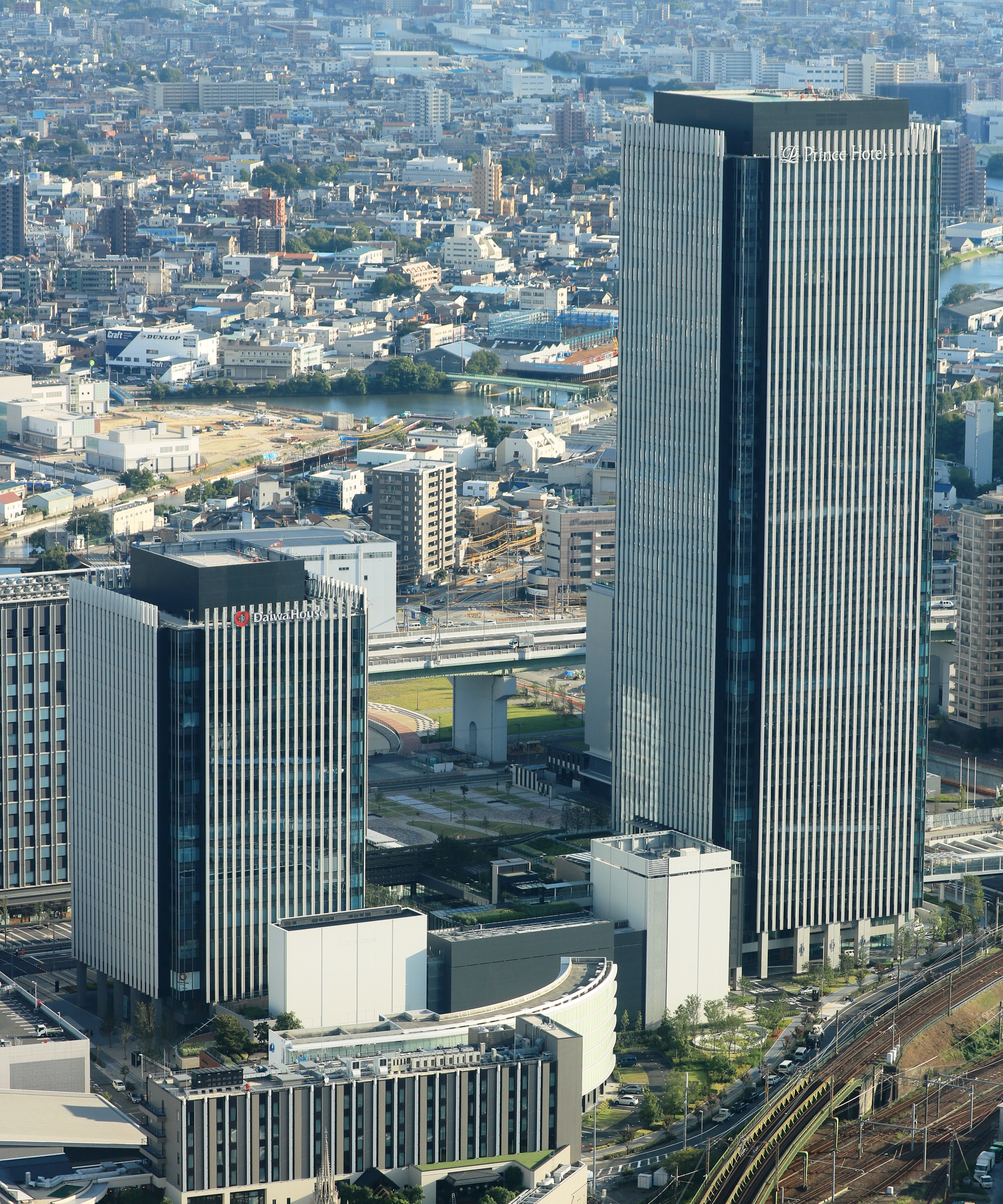
유니 주식회사

유니 주식회사(ユニー株式会社, Yunī Kabushikigaisha)는 일본의 운영하는 간토 지방과 주부 지방을 영위하고 있는 하이퍼마켓 체인 전문 유통사이다. 1912년에 창업하였으나, 1975년에 유니 주식회사를 거쳐, 2012년에 유니 그룹 홀딩스를 설립하였다. 본사는 아이치현 나고야시에 운영하고 있다.

## 같이 보기
- 슈퍼마켓
- 잡화점
- 소매점